# 幣舞橋 (小惑星)
幣舞橋（ぬさまいばし、4459 Nusamaibashi）は小惑星帯にある小惑星。北海道の松山正則と渡辺和郎によって発見された。
北海道釧路市の釧路川に架かる橋、幣舞橋から命名された。